# トリオII
『トリオII』(Trio II) はドリー・パートン、エミルー・ハリス、リンダ・ロンシュタットによる2枚目のコラボレーションスタジオアルバム。 1999年2月9日にアサイラム・レコードからリリースされた。

## バックグラウンド
グラミー賞を受賞したプラチナアルバム『トリオ』がリリースされてから十数年後、カントリーミュージックのスーパーグループは別のグループと同じように戻ってきた。ヴォーカルは1994年にパートン、ハリス、ロンシュタットによって録音されたが、レーベルの論争とスケジュールの競合ために当時リリースすることができなかった。最終的にロンシュタットはアルバムの10トラックのうち「ラヴァーズ・リターン」、「ハイ・シエラ」、「アフター・ザ・ゴールドラッシュ」、「ブルー・トレイン」、「フィールズ・ライク・ホーム」の5トラックを（パートンのボーカルなしに）リミックスして、1995年のアルバム『フィールズ・ライク・ホーム』収録した。
1998年、パートンとハリスがそれぞれのレーベルと別れた後、彼らは最初に録音されたアルバムをリリースすることを決定した。それぞれの多忙なスケジュールのために写真撮影が不可能であることが判明したため、パートン、ハリスそしてロンシュタットの子供時代の写真がアルバムのカバーに使用された。

## リリースと販促活動
アルバムは1999年2月9日にリリースされ、スケジュールの競合により長時間のコンサートツアーは許されなかったが、三人は短いプロモーションツアーを行ってアルバムをサポートした。 このトリオは、 CBS This Morning 、 ザ・トゥナイト・ショー・ウィズ・ジェイ・レノ、トゥデイ、レイト・ショー・ウィズ・デイヴィッド・レターマン、および Rosie O'Donnell Show に出演している。
当初、シングルをカントリーラジオ局向けにリリースする予定はなかったが、アルバムのリリースに先立って1999年1月にアダルトコンテンポラリーラジオ局向けにリリースされた「ハイ・シエラ」が誤ってカントリーラジオ局にも送られ  オンエアされた。1999年4月、アルバムの好調な販売の後、3枚のシングル「アフター・ザ・ゴールドラッシュ」、「フィールズ・ライク・ホーム」、「ドゥ・アイ・エヴァ―・クロス・ユア・マインド」がカントリーラジオ局向けに同時にリリースされた 。3月25日にニューヨーク市のシナゴーグで「アフター・ザ・ゴールドラッシュ」のミュージックビデオが撮影され、4月13日にグレート・アメリカン・カントリーにて初めて演奏された。

## 批評
| 専門評論家によるレビュー         | 専門評論家によるレビュー |
| レビュー・スコア                 | レビュー・スコア         |
| 出典                             | 評価                     |
| -------------------------------- | ------------------------ |
| オールミュージック               | [ 7 ]                    |
| エンターテイメント・ウィークリー | B+                       |
| ロサンゼルス・タイムズ           | [ 9 ]                    |
| Robert Christgau                 | [ 10 ]                   |
| ローリング・ストーン             | [ 11 ]                   |

 アルバムは音楽評論家から好評を得た。
『ビルボード』誌は、1999年2月6日号のアルバムレビューで「『トリオII』は1987年の三人のスターの声による共同の成果を改めて表しています。そのようなエーテルの歌の永遠の魅力はカーター・ファミリーの「ラヴァーズ・リターン」に最もよく表されており、しろがね色に響くギターの旋律がトリオの甘いハーモニーに加勢しま。月並みな言い方をすれば、この三人はバーバンク電話帳をも歌わせることができたでしょう。楽曲の大半はこのような高い水準に達し、ジョージ・マッセンバーグによるプロデュースは非常に明確で目標を達成しています。ドリー・パートンのポップっぽい「ドゥ・アイ・エヴァ―・クロス・ユア・マインド」は、エミルー・ハリスのビブラートをかけたリード・ボーカルによって永遠のカントリーになっています。ニール・ヤングの「アフター・ザ・ゴールド・ラッシュ」はこのきらめくバージョンで本物のおとぎ話のような品質を帯びています。ハリスのリードボーカルは、ドナ・ロングの「ユール・ネヴァー・ビー・ザ・サン」に聖歌のようなクォリティを与え、リンダ・ロンシュタットによるランディ・ニューマンの「フィールズ・ライク・ホーム」のリードも同様です。アルバムの最後はオケインズの素敵な「ウェン・ウィア・ゴーン、ロング・ゴーン」です。」と述べている。
『エンターテインメント・ウィークリー』誌はこのアルバムにB +を与え、「道の約75％に達する」としたが、それでも「非常に素晴らしい」と述べている。『ロサンゼルス・タイムズ』紙はアルバムに4つ星中3.5与え、「重鎮ニール・ヤングを触発した「アフター・ザ・ゴールド・ラッシュ」は過ぎ去った時代のヤングのエレジーに天上の愛のハーモニーをもたらした。ハリスの代表的なボーカルの純粋さは、ドナ・ロングの驚くほど可愛らしいラブソング「ユール・ネヴァー・ビー・ザ・サン」にぴったりです。そしてロンシュタットはジェニファー・キンボールとトム・キンメルの「ブルー・トレイン」とランディ・ニューマンの「フィールズ・ライク・ホーム」でカントリーロックの恐るべき遺産を汲みだしました」と述べている。オールミュージックの執筆中、Becky Byrkitはアルバムを5つ星中3つ星にして、アルバムを「キュービックジルコニアの美しいラインに沿った宝石、本物の歌姫の最も善意と愛情からの」と呼んでいる。『ローリング・ストーン』誌のパトリック・カーは、アルバムに5つ星のうち3つを与え、「最高の状態で、この相互賞賛の社会は天に近づく復讐とともに機能する」と述べた。

## 商業的パフォーマンス
このアルバムは『ビルボード』誌のトップ・カントリー・アルバムチャートで4位、Billboard 200 で 最高62位に達した。 アルバムはまた、 RPM カントリー・アルバム・チャートでカナダにおいて最高4位に達した。 
このアルバムからの最初のシングル「ハイ・シエラ」は1999年1月にアダルトコンテンポラリーラジオ局に送られ、 RPM Country 100チャートで最高90位に達した。 アルバムの好調な販売の後、1999年4月に「アフター・ザ・ゴールドラッシュ」、「フィールズ・ライク・ホーム」、「ドゥ・アイ・エヴァ―・クロス・ユア・マインド」の3枚のシングルが同時にカントリーラジオ局にされたが、どれもチャート化するのに十分なオンエアはなされなかった。 

## 称賛
このアルバムはグラミー賞のベスト・カントリー・アルバムにノミネートされた。アフター・ザ・ゴールドラッシュ」は、グラミー賞のヴォーカルでのベストコラボレーションを受賞した。
第42回年間グラミー賞
| 年   | ノミネート対象        | 賞                                     | 結果       |
| ---- | --------------------- | -------------------------------------- | ---------- |
| 2000 | Trio II               | Best Country Album                     | ノミネート |
| 2000 | "After the Gold Rush" | Best Country Collaboration with Vocals | 受賞       |

| Year | Nominee / work        | Award                                  | Result    |
| ---- | --------------------- | -------------------------------------- | --------- |
| 2000 | Trio II               | Best Country Album                     | Nominated |
| 2000 | "After the Gold Rush" | Best Country Collaboration with Vocals | Won       |

## トラックリスト
| #         | タイトル                                                       | 作詞  | 作曲・編曲 | 時間 |
| --------- | -------------------------------------------------------------- | ----- | ---------- | ---- |
| 1.        | 「Lover's Return」(A.P. Carter, Maybelle Carter, Sara Carter)  |       |            | 4:00 |
| 2.        | 「High Sierra」(Harley Allen)                                  |       |            | 4:21 |
| 3.        | 「Do I Ever Cross Your Mind」(Dolly Parton)                    |       |            | 3:16 |
| 4.        | 「After the Gold Rush」(Neil Young)                            |       |            | 3:31 |
| 5.        | 「The Blue Train」(Jennifer Kimball, Tom Kimmel)               |       |            | 4:57 |
| 6.        | 「I Feel the Blues Movin' In」(Del McCoury)                    |       |            | 4:31 |
| 7.        | 「You'll Never Be the Sun」(Donagh Long)                       |       |            | 4:43 |
| 8.        | 「He Rode All the Way to Texas」(John Starling)                |       |            | 3:07 |
| 9.        | 「Feels Like Home」(Randy Newman)                              |       |            | 4:47 |
| 10.       | 「When We're Gone, Long Gone」(Kieran Kane, James Paul O'Hara) |       |            | 4:00 |
| 合計時間: | 合計時間:                                                      | 41:13 |            |      |

## パーソナル
アルバムのライナーノーツから。
- ラリー・アタマヌイク – ドラム
- ジョン・ブレンズ – プロダクション・アーキビスト
- コシュ・ブラドリー – アートディレクション、デザイン
- リン・ブラッドリー – アートディレクション、デザイン
- ロビーブキャナン – アコースティックピアノ、ヘレンの声、ロードス、シンセサイザー、B-3シンセサイザー
- デヴィッド・キャンベル – ストリングス
- マーク・キャスティーヴンス – アコースティックギター
- デヴィッド・グリスマン – マンドリン
- マイケル・ハーゲグッド – アート管理
- エミルー・ハリス – リードボーカル、ハーモニーボーカル
- ロイ・ハスキー・ジュニア – ベース、アコースティックベース
- カール・ジャクソン – アコースティックギター
- デニス・ジェイムズ – ガラスハーモニカ
- ベン・キース – スチールギター
- ナサニエル・カンケル – 録音
- ジム・ケルトナー – ロードケース、ドラム
- アリソン・クラウス – フィドル
- デヴィッド・リンドレー – オートハープ
- ジョージ・マッセンバーグ – プロデューサー、レコーディング、ミキシング
- エドガー・メイヤー – アコースティックベース
- ディーン・パークス – アコースティックギター、エレキギター、マンドリン
- ドリー・パートン – リードボーカル、ハーモニーボーカル
- リンダ・ロンシュタット – リードボーカル、ハーモニーボーカル、ストリングス、ストリングスアレンジメント、ミキシング
- ゲイル・ロスマン – 制作アシスタント
- ダグ・サックス – マスタリング
- ケビン・スコット – レコーディングアシスタント
- リーランド・スカラー – ベース
- ジャネット・スターク – 制作アシスタント
- ジョン・スターリング – アコースティックギター

## チャート
アルバム
シングル
| 題名           | 年   | 最高位            |
| 題名           | 年   | カナダ カントリー |
| -------------- | ---- | ----------------- |
| 「ハイシエラ」 | 1999 | 90                |

## 認証
| 国/地域                                             | 認定 | 認定/売上数 |
| --------------------------------------------------- | ---- | ----------- |
| アメリカ合衆国 (RIAA)                               | Gold | 500,000^    |
| * 認定のみに基づく売上数 ^ 認定のみに基づく出荷枚数 |      |             |